# جورج دوغلاس هاولي
جورج دوغلاس هاولي هو سياسي كندي، ولد في 3 أبريل 1841، وتوفي في 22 سبتمبر 1934. حزبياً، نشط في الحزب الليبرالي في أونتاريو ‏. وقد انتخب عضو برلمان مقاطعة أونتاريو.